# Bondrée à longue queue
Henicopernis longicauda
Espèce
Statut de conservation UICN

 LC  : Préoccupation mineure
Statut CITES
La Bondrée à longue queue (Henicopernis longicauda) est une espèce de rapaces de la famille des Accipitridae.

## Répartition
Cet oiseau vit en Nouvelle-Guinée.

## Habitat
Elle habite les forêts humides tropicales et subtropicales.